# Herbie Kay
Herbie Kay, auch Herbie Kaye (* 1904 als Herbert Kaumeyer; † 11. Mai 1944 in Dallas) war ein US-amerikanischer Trompeter und Bigband-Leader im Bereich der Populären Musik.

## Karriere
Herbie Kayes Karriere als Musiker begann an der Northwestern University, wo er während des Studiums verschiedenen Ensembles beigetreten war. Mit einer ersten eigenen Formation trat er Anfang der 1930er Jahre im Raum Chicago auf; diese Band spielte u. a. im Clubs wie dem Blackhawk Restaurant in Chicago, später hatte sie Engagements im Santa Catalina Casino und dem Sebastians Cotton Club in Los Angeles im Chicagoer Drake Hotel, im Lakeside in Denver und im St. Francis Hotel in San Francisco. Kaye trat mit seinem Orchester auch 1937 in einem Musik-Kurzfilm der Paramount Pictures auf. Kaye nahm für die Label Columbia und Vocalion auf. 
Zu seinen Bandvokalisten zählten Ellen Conner, Wynne Fair und 1934 die junge Dorothy Lamour, die 1935 Kayes Ehefrau wurde und 1936 die Kaye-Band verließ, um nach Hollywood zu gehen; 1939 ließen die beiden sich wieder scheiden. 1942 trat die Herbie Kay-Band im Lake Club in Springfield (Illinois) auf. Anfang der 1940er Jahre gab Kaye sein Orchester auf; er starb 1944 im Alter von vierzig Jahren in Dallas.